# Ancient (musikgrupp)
Ancient är ett norsk black metal-band från Eidsvågneset i Bergen, som bildades 1992 som ett solo-projekt av gitarristen och låtskrivaren Aphazel (Magnus Garvik). Följande år kom Grimm (Henrik Endresen) med i bandet som trummis och sångare. En demo-kassett, Eerily Howling Winds, släpptes 1993 och en singel, "Det glemte riket" utgavs 1994. Debutalbumet Svartalvheim lanserades 1995 av skivbolaget Listen Records. Efter EP:n Trolltaar, som också utgavs 1995, lämnade Grimm bandet.
Aphazel flyttade till USA sent 1995 och rekryterade ett helt nytt band där. 3 år senare flyttade Aphazel till Italien efter att ha träffat Deadly Kristin (Cristina Parascandolo). Han flyttade sedan till Grekland, där han förkortade sitt artistnamn till "Zel". Zel bor nu åter i Bergen.

## Medlemmar
Nuvarande medlemmar
- Zel (Magnus Garvik tidigare "Aphazel") – basgitarr (1992–2000), trumprogrammering (1992–1993), gitarr, keyboard (1992–), sång (1998– )
- Dhilorz (Danilo Di Lorenzo) – gitarr, basgitarr, bakgrundssång (2000– )
- Nicholas Barker – trummor (2009– )

Tidigare medlemmar
- Vassago Rex (Willie René Løkkebø) – trummor
- Grimm (Henrik Endresen) – trummor, sång (1993–1996)
- Kimberly Goss – sång, keyboard (1995–1997)
- Lord Kaiaphas (Valério Costa) – trummor, percussion (1995–1998), sång (1995–1999)
- Kjetil – trummor (1995–1997)
- Luci (David Sciumbata också känd som "Jesus Christ!") – gitarr, basgitarr, keyboard, piano, cello (1997–?)
- Erichte (Christie Lunde) – sång (1997–1998)
- Krigse – trummor (1998–2000)
- Deadly Kristin (f. Cristina Parascandolo, senare Hayam Nur as Sufi) – sång (1998–2003)
- GroM (Diego Meraviglia) – trummor, sång (2000–2006)
- Morfeus (Krister Dreyer) – gitarr (2008–?)

Turnerande medlemmar
- Profana (Christopher Pezzano) – trummor (?–1998)
- Qyasyar Archant – basgitarr (1994)
- Scorpios – basgitarr (1998–1999)
- Thidra – gitarr (2000–2001)
- Aleister – gitarr (2001–?)
- Kaiaphas (Valério Costa) – trummor (2003)
- Bless (Michele) – keyboard (2004)
- Gianka (också känd som "Giankrush") – trummor (2007)
- Ghiulz Borroni (Giulio Borroni) – gitarr (2015– )
- Anamnesi (Emanuele Prandoni) – trummor (2019– )

## Diskografi
Demo
- 1993 – Eerily Howling Winds

Studioalbum
- 1994 – Svartalvheim
- 1996 – The Cainian Chronicle
- 1997 – Mad Grandiose Bloodfiends
- 1999 – The Halls of Eternity
- 2001 – Proxima Centauri
- 2004 – Night Visit
- 2016 – Back to the Land of the Dead

EP
- 1995 – Trolltaar
- 2001 – God Loves the Dead

Singlar
- 1994 – "Det glemte riket"

Samlingsalbum
- 1999 – Det glemte riket
- 2005 – Eerily Howling Winds - The Antediluvian Tapes

Annat
- 2000 – True Kings of Norway (delad album: Emperor / Dimmu Borgir / Immortal / Arcturus / Ancient)